# Katherine Borowitz
Katherine Borowitz (Highland Park, Chicago; 5 de julio de 1954) es una actriz estadounidense. 

## Vida y carrera
Nació en Highland Park, Chicago, la mayor de las dos hijas de Lorry y Jim, dueño de una fábrica de lámparas, en una familia de clase media-alta. Estudió música y lingüística en la Universidad Yale y también estudió en Harvard, donde consiguió un título. En Yale conoció al actor John Turturro con quien se casó cuatro años después.
A mediados de la década de 1980 ganó notoriedad por un comercial de helados Frusen Glädjé.

## Filmografía
- Da Sweet Blood of Jesus (2014) ... Ms. Staples
- Fading Gigolo (2013) ... Comentarista de noticias inglesa
- Somewhere Tonight (2011) ... Patti
- A Serious Man (2009) ... Amiga en el pícnic
- Joulutarina (2007) (voz en la versión en inglés) ... Aada / Hilda
- Romance & Cigarettes (2005) (en los créditos como Katherine Turturro) ... Dama del coro/Cantante
- Secret Passage (2004) ... Isabel
- The Man Who Wasn't There (2001) ... Ann Nirdlinger Brewster
- Two Thousand and None (2000) ... Amanda
- Illuminata (1998) ... Rachel
- The Search for One-eye Jimmy (1994) ... Raffle Woman #2
- Quiz Show: El dilema (1994) ... Mamá #1
- Mac (1992) ... Alice Stunder / Vitelli
- Just Like in the Movies (1992) ... Tura
- Men of Respect (1990) ... Ruthie Battaglia
- Internal Affairs (1990) ... Tova Arrocas
- Hothousev (1988) ... Dra. Issy Schrader
- Baby Boom (1987) ... Esposa de yuppie
- Seize the Day (1986) ... Margaret
- Growing Pains (1984) ... Helen
- Harry & Son (1984) ... Nina
- The World According to Garp (1982) ... Rachel - Nueva York